# 平田悟
平田 悟（ひらた さとる、1965年4月23日 - ）は元オウム真理教幹部。福岡県出身。同姓の平田信とは縁戚関係はない。

## 来歴
福岡県立八女高等学校卒業後、OA機器メーカーを1年で退職し、オウム神仙の会に入信。1987年8月にオウム真理教徒として出家。教団内ではコンピュータ技術を専門としていた。
1993年からオウム真理教モスクワ支部と上九一色村を往復しており、ロシアでの活動を望んでいたが1994年6月からは麻原の指示で諜報省に配属され国内での非合法活動に関与する。乗り気では無かったが、1994年7月に西早稲田の施設で毒ガス騒ぎがあり、井上嘉浩から「教団が毒ガス攻撃を受けている」と洗脳された（逮捕後、実は新実智光による自作自演テロであったことを知る）。
1994年から1995年にかけてVX3事件（駐車場経営者VX襲撃事件・会社員VX殺害事件・被害者の会会長VX襲撃事件）や公証人役場事務長逮捕監禁致死事件に関与。一連のオウム真理教事件発覚後に逮捕状が出て逃亡したが、1995年10月19日に潜伏先の前橋市のアパートで群馬県警察に逮捕された。
逮捕後、オウム真理教男性信者リンチ殺人事件を検事から知らされ、リンチ殺人は救済ではない、と目が覚めて1996年3月に脱会。被告人質問では「生まれた目的は人を大切にする事。オウムに出家した人は最初は心を豊かにすることを目指していたはずだ。弟子になる努力より、豊かな心を持つ普通の人のほうが何万倍もすばらしい」と話した。
1997年3月18日、東京地方裁判所は懲役20年の求刑に対し懲役15年を言い渡した。控訴せず確定し、現在は出所している。
平田信の裁判員裁判では非公開で証人尋問が行われた。高橋克也の裁判員裁判では、会社員VX殺害事件・被害者の会会長VX襲撃事件の審理には、検察側の証人として出廷したが、公証人役場事務長逮捕監禁致死事件の審理では、予定されていた公開法廷での出廷を拒んだ為、非公開で証人尋問が行われた。

## 関連事件
- オウム真理教事件
- 駐車場経営者VX襲撃事件
- 会社員VX殺害事件
- 被害者の会会長VX襲撃事件
- 公証人役場事務長逮捕監禁致死事件